# BMC Development Team
A BMC Development foi uma equipa ciclista estadounidense activa de 2013 a 2017. Durando a sua existência, faz ofício de equipa reserva da BMC Racing.

## História da equipa

### 2013
A temporada de 2013 é a primeira da equipa de reserva da BMC Racing, denominada BMC Development. O efectivo está constituído de catorze corredores, essencialmente suíços e estadounidenses. A equipa consegue cinco vitórias, graças a três corredores suíços : Silvan Dillier consegue a classificação geral da Volta à Normandia em 24 de março, Stefan Küng o Giro del Belvedere em 1 de abril, Arnaud Grand a 2.ª etapa do Tour of the Gila em 2 de maio, Silvan Dillier a Flecha das Ardenas em 16 de junho e Stefan Küng o campeonato da Suíça do contrarrelógio esperanças em 19 de junho.

### 2014

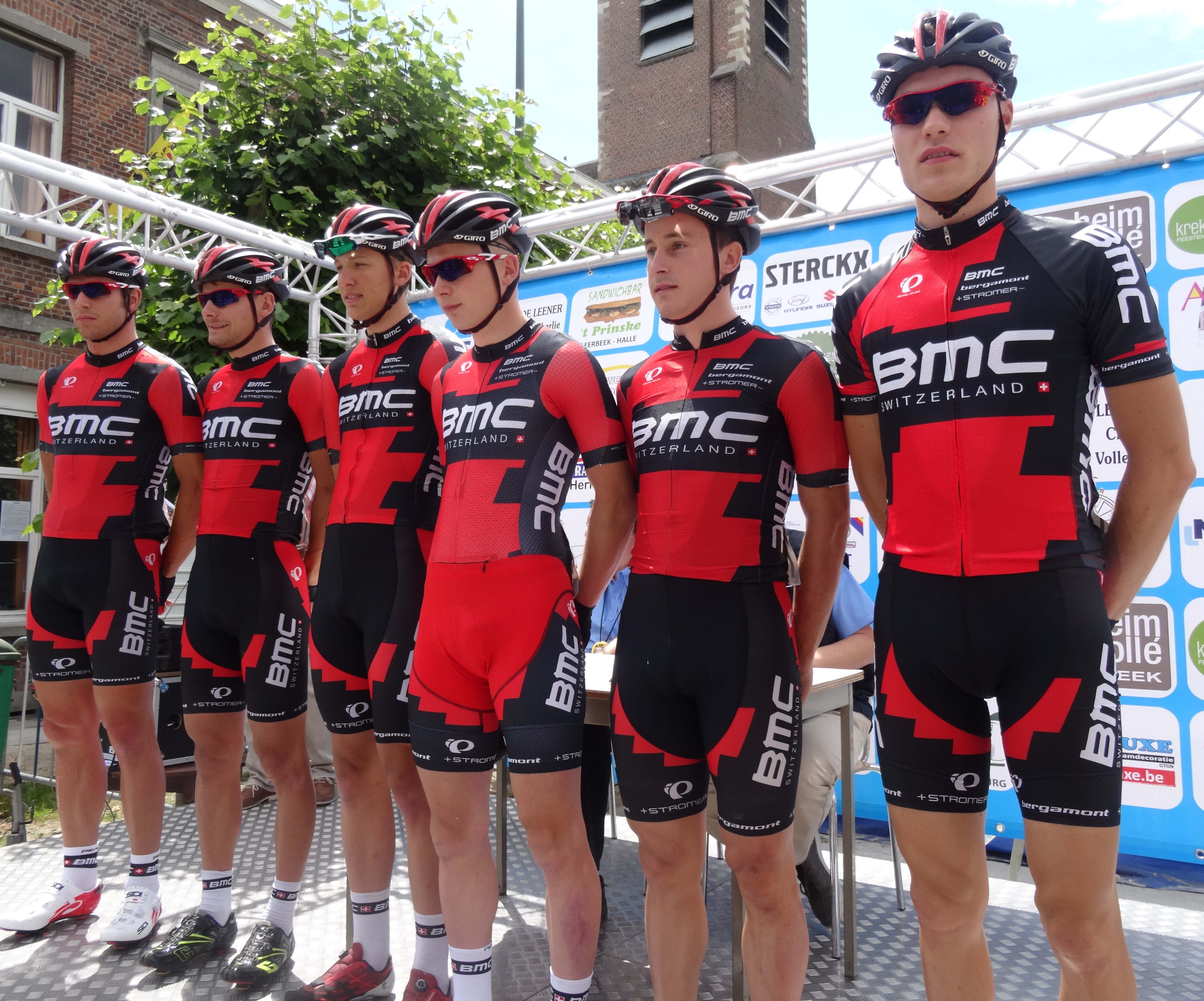
A equipa durante o Internacional Wielertrofee Jong Maar Moedig em Oetingen na Bélgica

A temporada de 2014 é a segunda da equipa, e conta em suas faixas catorze corredores. Seis vitórias são de notar : Stefan Küng consegue o Prólogo da Volta à Normandia em 23 de março, e a classificação geral no dia 30, Dylan Teuns a 3.ª etapa do Tour de Bretanha em 27 de abril, Stefan Küng a Flecha Ardennaise em 22 de junho, Dylan Teuns a 3.ª etapa da Giro do Vale de Aosta em 19 de julho e Ignazio Moser a 6.ª etapa da Volta ciclista de Guadalupe em 7 de agosto.

### 2015
A temporada de 2015 é a terceira da equipa, quinze corredores constituem o seu efectivo : Valentin Baillifard, Tom Bohli, Taylor Eisenhart, Kilian Frankiny, Floris Gerts, Johan Hemroulle, Jesse Kerrison, Patrick Müller, Théry Schir, Lukas Spengler, Bas Tietema, Nathan Van Hooydonck, Alexey Vermeulen, Loïc Vliegen e Tyler Williams.

### 2017: última temporada
A temporada de 2017 é a última da equipa. O director Jim Ochowicz lamenta a carência de reação do UCI em frente a citada pilhagem das equipas de reserva por «os agentes que propõem aos corredores para equipas que investem ou não investem num programa de formação». Faz sobretudo referência à assinatura de Pavel Sivakov no Team Sky para 2018, que foi o vencedor nesse ano com a BMC Development na Ronde d'Isard, a Volta do Val de Aoste e o Baby Giro, três provas de referência nos sub-23 anos

## Equipa reserva da BMC
Ao total, em cinco anos, oito corredores da equipa BMC Development têm apanhado a equipa WorldTour BMC Racing desde a sua criação. Tratou-se de Kilian Frankiny, Floris Gerts, Tom Bohli, Loïc Vliegen, Stefan Küng, Dylan Teuns, Silvan Dillier e Nathan Van Hooydonck.

## Principais vitórias

### Clássicas
- Giro do Belvedere : Stefan Küng (2013), Patrick Müller (2016)
- Flecha Ardennaise : Silvan Dillier (2013), Stefan Küng (2014), Loïc Vliegen (2015)
- Dorpenomloop Rucphen : Floris Gerts (2015)
- Volta de Berna : Tom Bohli (2015)
- Paris-Roubaix esperanças : Lukas Spengler (2015)
- Omloop Het Nieuwsblad esperanças : Floris Gerts (2015) e Tanguy Turgis (2017)
- Grande Prêmio Criquielion : Bram Welten (2017)
- Paris-Tours esperanças : Jasper Philipsen (2017)

### Corridas por etapas
- Volta à Normandia : Silvan Dillier (2013), Stefan Küng (2014)
- Volta do Val de Aoste : Kilian Frankiny (2016), Pavel Sivakov (2017)
- Tríptico dos Montes e Castelos : Jasper Philipsen (2017)
- Ronde de Isard de Ariège : Pavel Sivakov (2017)
- Giro Ciclistico da Itália : Pavel Sivakov (2017)
- Olympia's Tour : Pascal Eenkhoorn (2017)

### Campeonatos nacionais
- Campeonato da Austrália em estrada : 1
  - Contrarrelógio esperanças : 2017 (Callum Scotson)
- Campeonato da Bélgica : 2
  - Corrida em linha esperanças : 2015 (Nathan Van Hooydonck)
  - Contrarrelógio Esperanças : 2016 (Nathan Van Hooydonck)
- Campeonato da Suíça em estrada : 5
  - Corrida em linha esperanças : 2015 (Patrick Müller) e 2016 (Lukas Spengler)
  - Contrarrelógio Esperanças : 2013 (Stefan Küng), 2015 (Théry Schir) e 2016 (Martin Schäppi)

## BMC Development em 2017

### Elenco
| Integrantes da equipe 2017            | Integrantes da equipe 2017 | Integrantes da equipe 2017    | Integrantes da equipe 2017 |
| Ciclista                              | Data de nascimento         | Equipe anterior               |                            |
| ------------------------------------- | -------------------------- | ----------------------------- | -------------------------- |
| Leo Appelt                            | 26 maio 1997               |                               |                            |
| Pierre Barbier                        | 25 setembro 1997           | VC Rouen 76 (2016)            |                            |
| Steff Cras                            | 13 fevereiro 1996          | Lotto-Soudal U23 (2016)       |                            |
| Pascal Eenkhoorn                      | 8 fevereiro 1997           |                               |                            |
| Marc Hirschi                          | 24 agosto 1998             |                               |                            |
| Patrick Müller                        | 18 abril 1996              |                               |                            |
| Reto Müller                           | 5 fevereiro 1998           |                               |                            |
| Jasper Philipsen                      | 2 março 1998               |                               |                            |
| Martin Schäppi                        | 12 dezembro 1996           |                               |                            |
| Callum Scotson                        | 10 agosto 1996             | Illuminate (2016)             |                            |
| Pavel Sivakov (1 jan.–1 jan.)         | 11 julho 1997              | Intégrale Bicycle Club (2015) |                            |
| Tanguy Turgis (1 jan.–31 jul.)        | 16 maio 1998               |                               |                            |
| Nathan Van Hooydonck (1 jan.–14 mai.) | 12 outubro 1995            | Bissell Development (2014)    |                            |
| Bram Welten (1 jan.–31 jul.)          | 29 março 1997              |                               |                            |
| Mario Spengler                        | 27 agosto 1997             |                               |                            |
| Sam Dobbs                             | 14 março 1997              | Attaque Team Gusto (2016)     |                            |
|                                       |                            |                               |                            |
| Fonte: UCI                            |                            |                               |                            |

Nota: Leo Appelt

### Vitórias
| 5 jan. | Australia National Road Cycling Championships - Men U23 ITT | CN  | Callum Scotson   |
| 1 abr. | Triptyque des Monts et Châteaux, 2. Etapa                   | 2.2 | Jasper Philipsen |
| 2 abr. | Triptyque des Monts et Châteaux, Classificação geral        | 2.2 | Jasper Philipsen |

## BMC Development em 2016

### Elenco
| Ciclista             | Data de nascimento     | País           | Equipa 2015                                 |  |
| -------------------- | ---------------------- | -------------- | ------------------------------------------- |  |
| Leo Appelt           | 26 de maio de 1997     | Alemanha       | RC Blau Gelb Langenhagen                    |  |
| Sam Dobbs            | 14 de março de 1997    | Nova Zelândia  |                                             |  |
| Pascal Eenkhoorn     | 8 de fevereiro de 1997 | Países Baixos  |                                             |  |
| Taylor Eisenhart     | 14 de junho de 1994    | Estados Unidos | BMC Development                             |  |
| Kilian Frankiny      | 26 de janeiro de 1994  | Suíça          | BMC Development                             |  |
| Fabian Lienhard      | 3 de setembro de 1993  | Suíça          | EKZ Racing                                  |  |
| Zeke Mostov          | 30 de julho de 1996    | Estados Unidos | Califórnia Giant Berry Farms-Specialized    |  |
| Patrick Müller       | 18 de abril de 1996    | Suíça          | BMC Development                             |  |
| Martin Schäppi       | 12 de dezembro de 1996 | Suíça          | Roth Andamios                               |  |
| Pavel Sivakov        | 17 de julho de 1997    | Rússia         | Integral Bicycle Clube Isle Jourdain Júnior |  |
| Mario Spengler       | 27 de agosto de 1997   | Suíça          |                                             |  |
| Lukas Spengler       | 16 de setembro de 1994 | Suíça          | BMC Development                             |  |
| Keegan Swirbul       | 2 de setembro de 1995  | Estados Unidos | Axeon                                       |  |
| Bas Tietema          | 29 de janeiro de 1995  | Países Baixos  | BMC Development                             |  |
| Nathan Van Hooydonck | 12 de outubro de 1995  | Bélgica        | BMC Development                             |  |
| Bram Welten          | 29 de março de 1997    | Países Baixos  |                                             |  |